# Bertram R. Forer

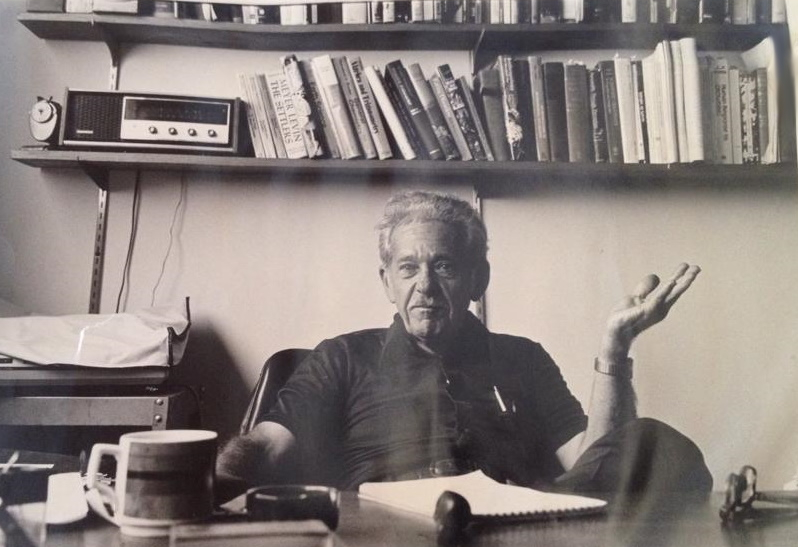
Psychologe Bertram Forer

Bertram R. Forer (* 24. Oktober 1914 in Springfield, Massachusetts; † 6. April 2000) war ein US-amerikanischer Psychologe. Er ist bekannt für die Beschreibung des Barnum-Effekts, den man nach ihm auch Forer-Effekt nennt.

## Leben
Forer wurde 1914 in Springfield, Massachusetts geboren. Er studierte Psychologie an der University of Massachusetts und an der University of California, Los Angeles. Im Zweiten Weltkrieg war er in einem Militärhospital in Frankreich tätig, später arbeitete er als Psychologe in Los Angeles in einer psychiatrischen Klinik für Kriegsveteranen und in einer eigenen Praxis in Malibu (Kalifornien).
In seinem klassischen Experiment 1948 gab Forer vor, einen Persönlichkeitstest mit seinen Studenten durchzuführen. Im Anschluss händigte er ihnen vorgeblich die Auswertungen aus und forderte sie auf, den Wahrheitsgehalt mit Werten von 0 (= trifft gar nicht zu) bis 5 (= trifft sehr gut zu) zu bewerten. Obwohl alle Auswertungen den exakt gleichen Text enthielten, Forer hatte ihn aus einem am Kiosk erhältlichen Horoskop zusammengestellt, vergaben die Studenten im Schnitt über vier Punkte. Das Experiment wurde unzählige Male wiederholt und bestätigt.
Der Forer-Effekt zeigt, dass Menschen dazu tendieren, generalisierte Charakterbeschreibungen zu validieren, obwohl sie auf nahezu alle Mitmenschen ebenso zutreffen können. Grund dafür ist, dass wir wollen, dass Resultate bzw. Voraussagen mit unseren eigenen Eigenschaften und Vorstellungen übereinstimmen. Dieses Experiment gilt als grundlegend für die Beurteilung von psychologischen Tests.

## Schriften
- B. R. Forer: The fallacy of personal validation: A classroom demonstration of gullibility. In: Journal of Abnormal and Social Psychology. Band 44, 1949, S. 118–123.
- B. R. Forer: Personal validation and the person. In: Psychol Rep. 23(3), Dez 1968, S. 1214. PMID 5717433
- B. R. Forer, N. L. Farberow, M. M. Meter, R. S. Tolman: Consistency and agreement in the judgment of Rorschach signs. In: J Proj Tech. 16(3), Sep 1952, S. 346–51. PMID 14946755